# Judith Balso
Judith Balso är en fransk filosof och författare. Hon är professor i poesi vid European Graduate School i Saas-Fee i Schweiz. Hon avlade doktorsexamen år 1997 vid Université Strasbourg-II med avhandlingen Pessoa: le passeur métaphysique, ou la poésie comme pensée de la poésie comme pensée om Fernando Pessoa. Balso har tidigare undervisat vid Collège international de philosophie i Paris.